# Decreto de Creación de Municipalidades de Chile
El Decreto de Creación de Municipalidades es un decreto supremo chileno, promulgado el 22 de diciembre de 1891 por el presidente Jorge Montt, que crea 195 nuevas municipalidades en el territorio chileno, de conformidad a la Constitución de 1833 y la Ley de Comuna Autónoma de 1891.

## Antecedentes
De acuerdo a la Constitución de 1833, podía existir municipalidades en las cabeceras departamentales y en poblaciones que determinase el presidente de la República.
En la práctica, había municipalidades en las cabeceras de los departamentos, que administraban los temas locales. Así, el territorio administrativo de la Municipalidad era la totalidad del departamento, así como el cabildo administraba los temas locales del partido, en la época hispánica y en los primeros años tras la independencia. 
Con la Ley de Comuna Autónoma de 1891, las municipalidades pasan a tener mayor autonomía, y se les confiere mayores tareas para la administración local.

## Contenido del texto de la Ley
- En su artículo 1.°, crea 195 nuevas municipalidades.
- En su artículo 2.°, establece que la cabecera de la municipalidad será la población del mismo nombre.
- En su artículo 3.°, dispone que las subdelegaciones no contempladas en la distribución que antecede formarán el territorio de las municipalidades de las cabeceras de los departamentos.

De la Ley de Comuna Autónoma de 1891, además se puede inferir que: 
- 180 corresponden a municipalidades propiamente tal, cuyo territorio contempla una o más subdelegaciones de los departamentos de Chile.
- 10 corresponden a las circunscripciones para Santiago y 5 a las circunscripciones para Valparaíso, de acuerdo al artículo 2.° de dicha ley, en el que se señala que las partes urbanas de las poblaciones de Santiago y Valparaíso serán divididas por el presidente de la República en 10 y 5 circunscripciones respectivamente.